# Gschwandt (bei Gmunden)
Gschwandt ist eine Gemeinde mit 2977 Einwohnern (Stand 1. Jänner 2025) und liegt 4 km nordöstlich von Gmunden im Traunviertel im Gerichtsbezirk Gmunden.

## Geografie

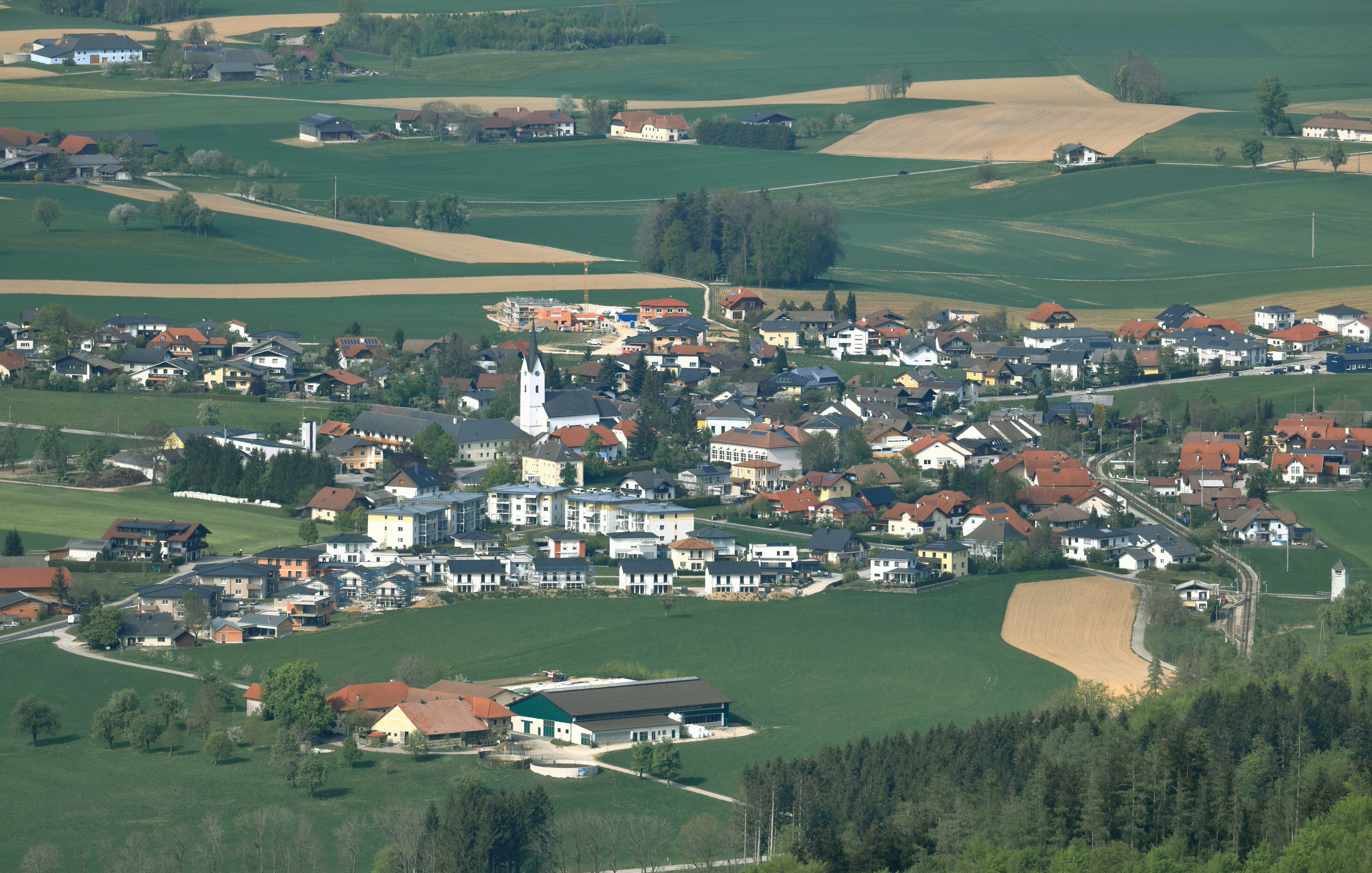
Blick vom Grünberg auf Gschwandt

Der Ort liegt auf 523 m Höhe in einer hügeligen Landschaft mit Blick auf den Traunstein und das Höllengebirge. Der Hauptfluss ist die Traun an der Nordwestgrenze der Gemeinde. Die Ausdehnung beträgt von Nord nach Süd 6,1 km, von West nach Ost 6 km. Die Gemeinde hat eine Fläche von 17 Quadratkilometer. Davon werden zwei Drittel landwirtschaftlich genutzt, zwanzig Prozent sind bewaldet.

### Gemeindegliederung
Das Gemeindegebiet umfasst folgende fünf Ortschaften (in Klammern Einwohnerzahl Stand 1. Jänner 2025):
- Gschwandt (1870)
- Kranabeth (16)
- Moosham (512)
- Oberndorf (549)
- Oberweis (30)

Die Gemeinde besteht aus den Katastralgemeinden Gschwandt, Moosham und Oberndorf.

### Nachbargemeinden
| Ohlsdorf | Laakirchen                                  | Kirchham   |
|          | Kompassrose, die auf Nachbargemeinden zeigt |            |
| Gmunden  |                                             | St. Konrad |

## Geschichte
Funde aus der jüngeren Steinzeit belegen, dass das Gebiet schon 2000 vor Christus besiedelt war. In der Zeit der Römischen Besatzung bestand eine Siedlung am Wasserlosen Bach.
Der Name Gschwandt kommt vom mittelalterlichen Wort swenten, das so viel wie „schwinden machen“, also roden, bedeutet.
In Moosham wurden 1200 Münzen aus der Babenbergerzeit gefunden, die um 1250 vergraben worden waren.
Die ersten überlieferten Namen stammen aus dem Ende des 13. und dem Beginn des 14. Jahrhunderts, wo Höselberg, Steeg und die Hofnamen Grund, Moos und Baumgarten genannt werden. Aus dem Testament des Gmundner Pfarrers von 1345 ist ersichtlich, dass es damals bereits die Filialkirche zur hl. Katharina gab. Um das Jahr 1500 wird die spätgotische Kirche gebaut, 1755 der Pfarrhof und 1784/85 wird Gschwandt zur Pfarre erhoben.
Die Ortsgemeinde Gschwandt besteht seit 1851.
Der Bau der Umfahrungsstraße Gmunden Nord 1981 betrifft auch Gschwandt, vor allem die Erweiterung zur Umfahrung Gmunden Ost im Jahr 2015.

### Einwohnerentwicklung
Die Einwohnerzahl der Gemeinde Gschwandt stieg ab der Volkszählung 1939 bis 1991 konstant an. Zwischen 1991 und 2001 blieb die Bevölkerungszahl bei 2.400 Einwohnern konstant um danach wieder kräftig zu wachsen, auf 2.828 im Jahr 2020. Dieses Wachstum beruht auf einer positiven Wanderungsbilanz und einer stark positiven Geburtenbilanz.

## Kultur und Sehenswürdigkeiten

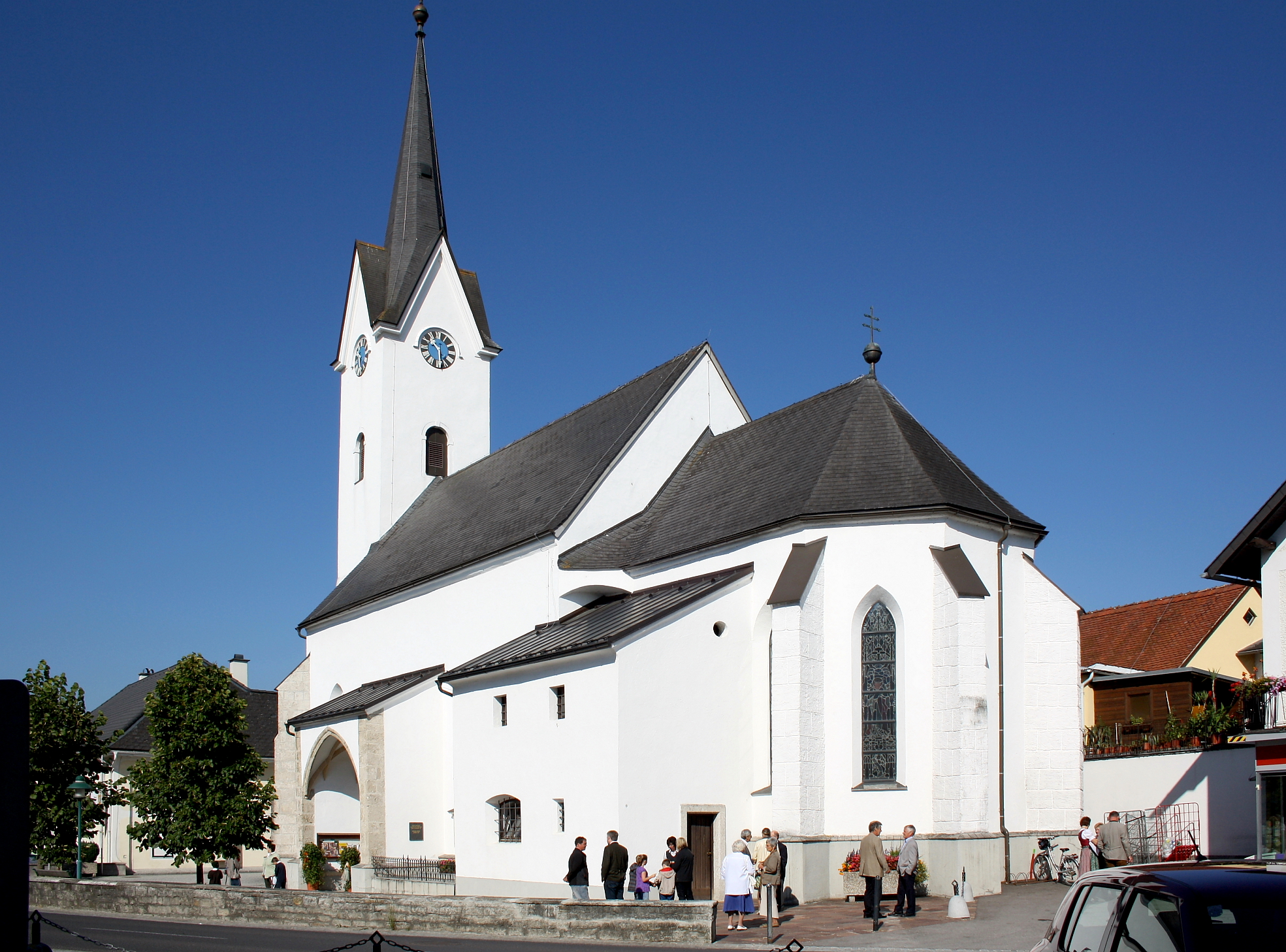
Pfarrkirche Gschwandt bei Gmunden

- Pfarrkirche Gschwandt bei Gmunden
- Schloss Höselberg

## Wirtschaft und Infrastruktur

### Wirtschaftssektoren
Von den landwirtschaftlichen Betrieben des Jahres 2010 wurden 40 im Haupt-, 47 im Nebenerwerb und einer von einer Personengesellschaft geführt. Die Haupterwerbsbauern bewirtschafteten zwei Drittel der Flächen. Mehr als zwei Drittel der Erwerbstätigen des Produktionssektors arbeiteten im Bereich Warenherstellung, etwa ein Viertel im Baugewerbe. Der mit Abstand größte Arbeitgeber im Dienstleistungssektor war der Handel.
| Wirtschaftssektor            | Anzahl Betriebe | Anzahl Betriebe | Erwerbstätige | Erwerbstätige |
| Wirtschaftssektor            | 2011            | 2001            | 2011          | 2001          |
| ---------------------------- | --------------- | --------------- | ------------- | ------------- |
| Land- und Forstwirtschaft 1) | 88              | 109             | 74            | 82            |
| Produktion                   | 32              | 27              | 189           | 177           |
| Dienstleistung               | 107             | 67              | 390           | 457           |

1) Betriebe mit Fläche in den Jahren 2010 und 1999

### Arbeitsmarkt, Pendeln
Im Jahr 2011 lebten 1366 Erwerbstätige in Gschwandt. Davon arbeitete weniger als ein Fünftel in der Gemeinde, über 1000 Personen pendelten aus.

### Verkehr

Traunseebahn bei Neuhub

- Eisenbahn: Gschwandt liegt an der Traunseebahn, die Gmunden mit Vorchdorf verbindet.[14]
- Straße: Quer durch das Gemeindegebiet verläuft die Scharnsteiner Straße B120, die von St. Konrad kommend Gschwandt mit Gmunden verbindet. Die nächsten Autobahnanschlüsse für die A1 bestehen in Regau, Vorchdorf sowie Laakirchen Ost und Laakirchen West.

### Sport
- Flugplatz Gmunden-Laakirchen (Gemeindegebiet Laakirchen)
ICAO-Code: LOLU, zugelassen für Motorflugzeuge, Motorsegler und Segelflugzeuge. Pistenlänge: 550 Meter.

## Politik
Der Gemeinderat hat 25 Mitglieder.

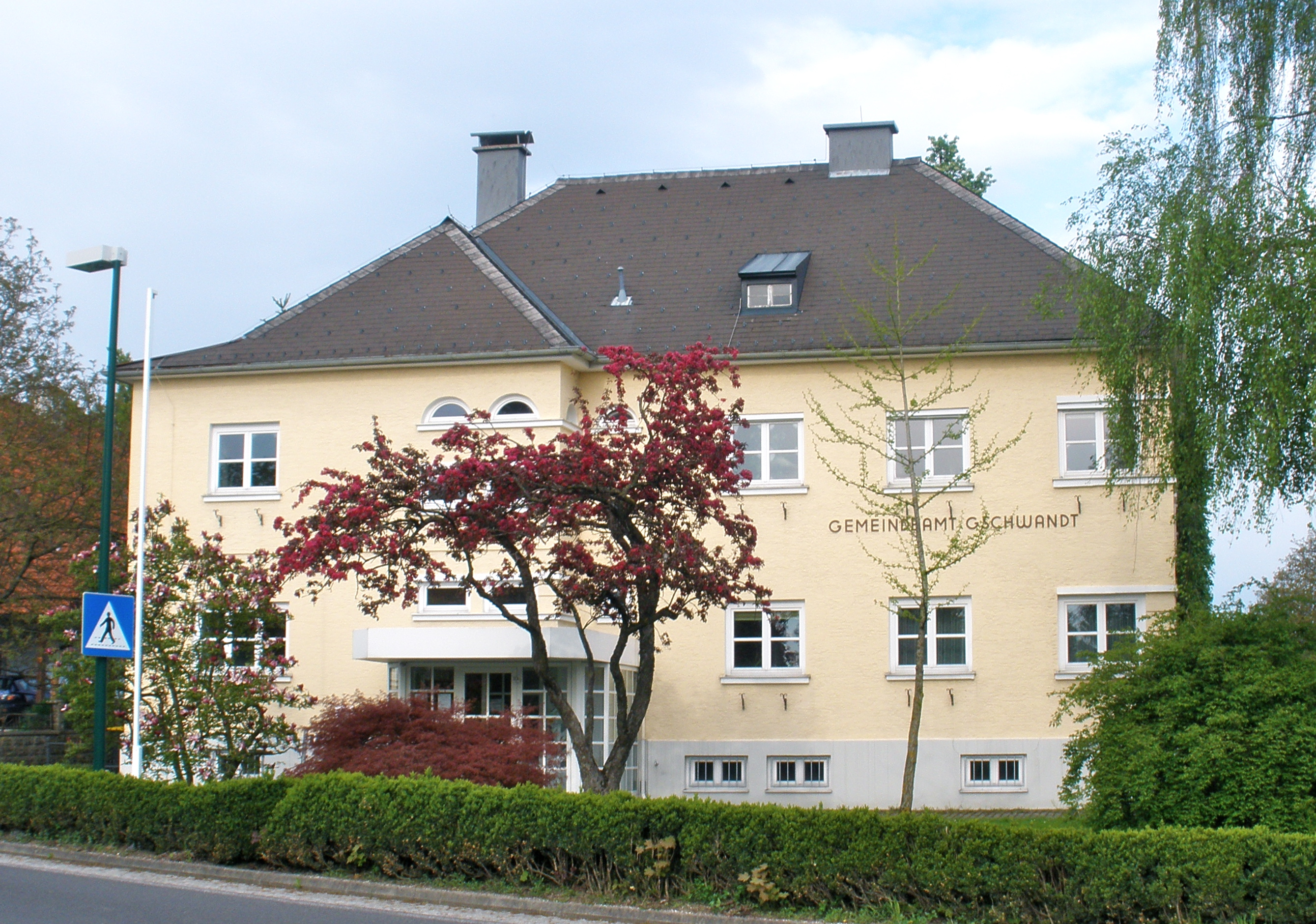
Gemeindeamt Gschwandt

- Mit den Gemeinderats- und Bürgermeisterwahlen in Oberösterreich 1997 hatte der Gemeinderat folgende Verteilung: 14 ÖVP, 7 SPÖ und 4 FPÖ.
- Mit den Gemeinderats- und Bürgermeisterwahlen in Oberösterreich 2003 hatte der Gemeinderat folgende Verteilung: 15 ÖVP, 9 SPÖ und 1 FPÖ.
- Mit den Gemeinderats- und Bürgermeisterwahlen in Oberösterreich 2009 hatte der Gemeinderat folgende Verteilung: 14 ÖVP, 7 SPÖ und 4 FPÖ.
- Mit den Gemeinderats- und Bürgermeisterwahlen in Oberösterreich 2015 hatte der Gemeinderat folgende Verteilung: 14 ÖVP, 6 SPÖ und 5 FPÖ.
- Mit den Gemeinderats- und Bürgermeisterwahlen in Oberösterreich 2021 hat der Gemeinderat folgende Verteilung: 11 ÖVP, 6 SPÖ, 5 GRÜNE und 3 FPÖ.[15][16]

| Partei | 2015    | 2015    | 2009  | 2009    | 2003  | 2003    | 1997  | 1997    |
| Partei | Prozent | Mandate | %     | Mandate | %     | Mandate | %     | Mandate |
| ------ | ------- | ------- | ----- | ------- | ----- | ------- | ----- | ------- |
| ÖVP    | 56,10   | 14      | 53,09 | 14      | 57,05 | 15      | 53,54 | 14      |
| SPÖ    | 23,05   | 6       | 30,25 | 7       | 35,65 | 9       | 29,41 | 7       |
| FPÖ    | 20,85   | 5       | 16,66 | 4       | 7,30  | 1       | 17,05 | 4       |

### Bürgermeister
Bürgermeister seit 1850 waren:
- 1850–1858 Johann Nagl
- 1858–1870 Josef Brunthaler
- 1870–1873 Karl Egger
- 1873–1876 Josef Stadlmayr
- 1876–1879 Josef Brunthaler
- 1879–1882 Matthias Huemer
- 1882–1888 Felix Danner
- 1888–1891 Johann Raffelsberger
- 1891–1894 Franz Kaltenbrunner
- 1894–1897 Karl Gillesberger
- 1897–1900 Matthias Reiter
- 1900–1909 Franz Kaltenbrunner
- 1909–1919 Matthias Hutterer
- 1919–1924 Franz Stadlmayr
- 1924–1929 Alois Aigner
- 1929–1937 Franz Kaltenbrunner jun.
- 1937–1942 Franz Spiessberger
- 1942–1945 Johann Gillesberger
- 1945–1953 Karl Egger
- 1953–1961 Franz Gillesberger
- 1961–1973 Karl Wirflinger
- 1973–1985 Josef Raffelsberger
- 1985–2002 Johann Kothmayr
- 2002–2015 Franz Wampl (ÖVP)
- seit 2015 Friedrich Steindl (ÖVP)

### Wappen
Blasonierung: In Gold ein schwarzes, achtspeichiges, zwischen den Speichen außen mit Spickeln bestecktes, zerbrochenes Rad, von dem im linken oberen Viertel ein Felgenstück fehlt; überdeckt durch einen grünen, angehackten Schräglinksbalken.
Das 1985 verliehene Wappen besteht aus einem zerbrochenen, achtspeichigen Rad vor goldenem Hintergrund, das außen mit Eisenzacken bestückt ist. Das Rad ist von einem grünen, angehackten Schrägbalken teilweise verdeckt. Das zerbrochene Richtrad mit den Eisenzacken ist das Kennzeichen der Heiligen Katharina, der Kirchenpatronin von Gschwandt. Der angehackte Schrägbalken bezieht sich auf die Entstehung des Ortes durch Rodung.

## Persönlichkeiten

### Söhne und Töchter der Gemeinde
- Karl Neuwirth (1932–2016), Politiker (SPÖ) und Keramiker
- Josef Ehmer (1948–2023), Historiker
- Christian Strasser (* 1962), Kultur- und Immobilienmanager